# Station du Lac Blanc
La station du Lac Blanc est une station de sports d'hiver des Vosges située sur les communes d'Orbey et du Bonhomme, dans le département du Haut-Rhin, canton de Sainte-Marie-aux-Mines et de la communauté de communes de la Vallée de Kaysersberg dans le parc naturel régional des Ballons des Vosges.
Elle est la station la plus importante d'Alsace et la troisième du massif vosgien.

## Accès
Le site est accessible par la route départementale 415 en prenant la direction « Le Bonhomme » au rond-point d’Hachimette, puis en tournant à gauche pour arriver au Lac Blanc 900.
Pour se rendre au Lac Blanc 1200, prendre « Orbey » au rond-point d'Hachimette et continuer pendant 12 kilomètres jusqu'au col du Calvaire.

## Géographie
Au cœur des Hautes-Vosges, la station du Lac Blanc est située à proximité des lacs Blanc et Noir, d'origine glaciaire. Elle est entourée par les sommets de la tête des Immerlins, ainsi que par le gazon du Faing et la réserve naturelle nationale du Tanet-Gazon du Faing.

## Origine du nom
Le nom de la station vient du lac éponyme situé à 1 055 mètres d'altitude. Ce dernier tire son nom de son fond, qui a la couleur du sable cristallin.

## Équipements

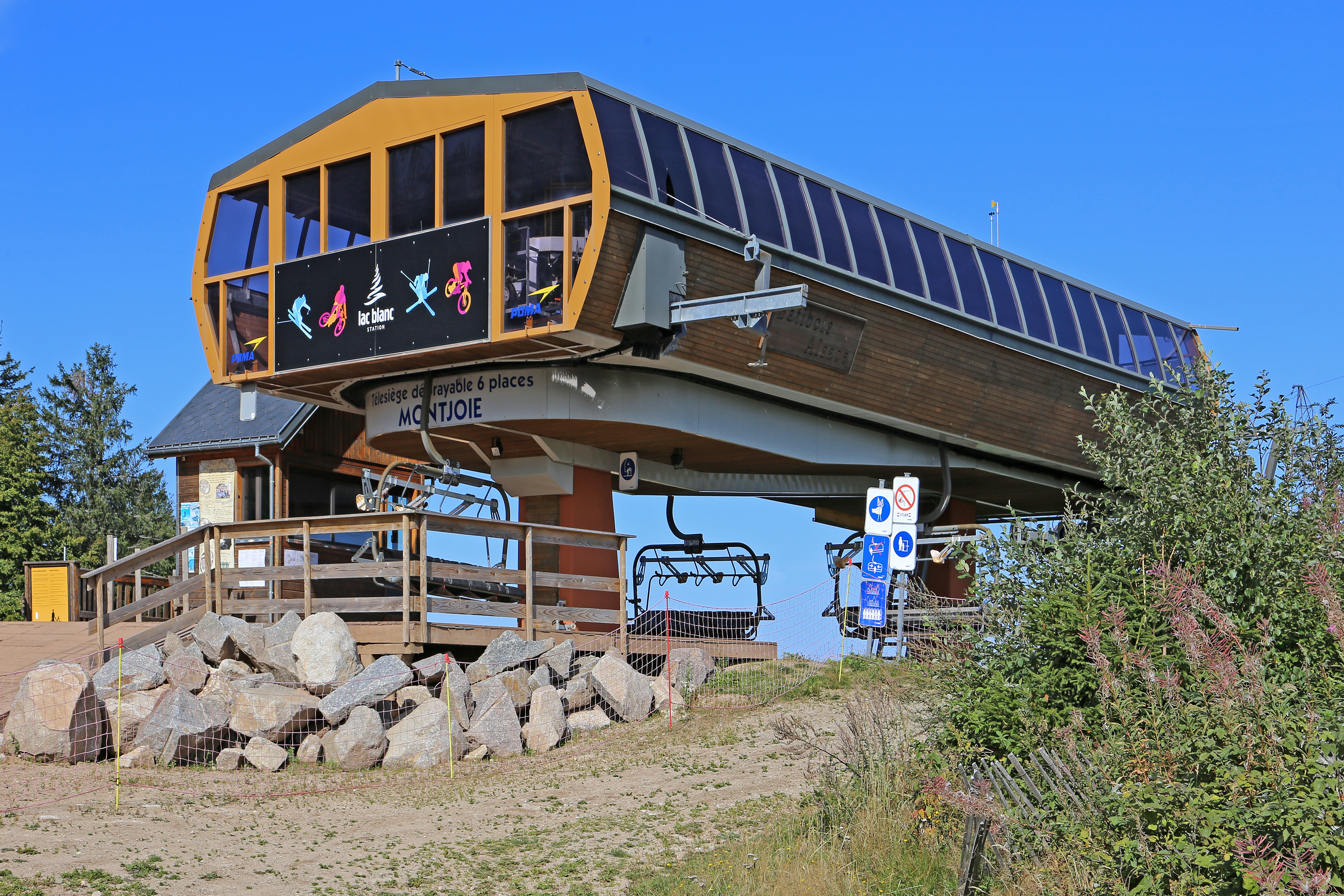
Télésiège débrayable 6 places Montjoie.

Le parc de remontées mécaniques comprend 1 télésiège débrayable à 6 places et 7 téléskis.
Carrefour I est le premier téléski du col du Calvaire, construit en 1971 à 1 200 m d'altitude par Montaz-Mautino, il permet de joindre le télésiège de Montjoie ainsi que les pistes du Vallon. Il est doublé en 1977 par Carrefour II. En 1974, le téléski du Lac Blanc est le second appareil du secteur et permet d'offrir une piste noire aux skieurs. Il dessert des pistes pentues et une montée escarpée, les réservant à un public expérimenté.
Le téléski Baby apparaît en 1982 et le téléski des Bichettes ou téléski école en 1985, ils sont davantage destinés aux débutants.

## Historique
En 1925, Charles Diebold (1897-1987), crée une école de ski dans les Vosges au lac Blanc, sur la commune d’Orbey, fonctionnant selon la méthode autrichienne. Lorsqu'il part créer la station expérimentale de Val-d'Isère au cours de la saison 1932-33, l'industriel alsacien s'installe au village afin d'initier les habitants au ski en proposant des cours de la méthode Arlberg. Par un clin d'œil à ses origines, il appellera ses leçons les « cours vosgiens »,.
Ce n'est que dans les années 1970 que le domaine skiable est fondé par Jean-Paul et Germaine, formant la première station de ski privée des Vosges alsaciennes.

## Description
Un snowpark et un espace freestyle avec un boardercross sont disponibles pour ceux qui souhaitent les pratiquer. Une piste est également dédiée aux chiens de traîneaux. De plus, un bike-park existe depuis 2007, ainsi qu'une luge sur rail depuis 2019,.
Quant au ski nocturne, il a lieu les vendredis hors vacances scolaires et les mardis durant les vacances d'hiver, jusqu'à 21h30 sur les pistes éclairées bleues et rouges, ainsi que sur le boardercross et le snowpark (sous réserve d'enneigement suffisant).
La station possède le label So Nordic pour ses 67 km de piste damées pour le skating et le classique.

## Galerie

Vues des pistes et de la station depuis le télésiège.
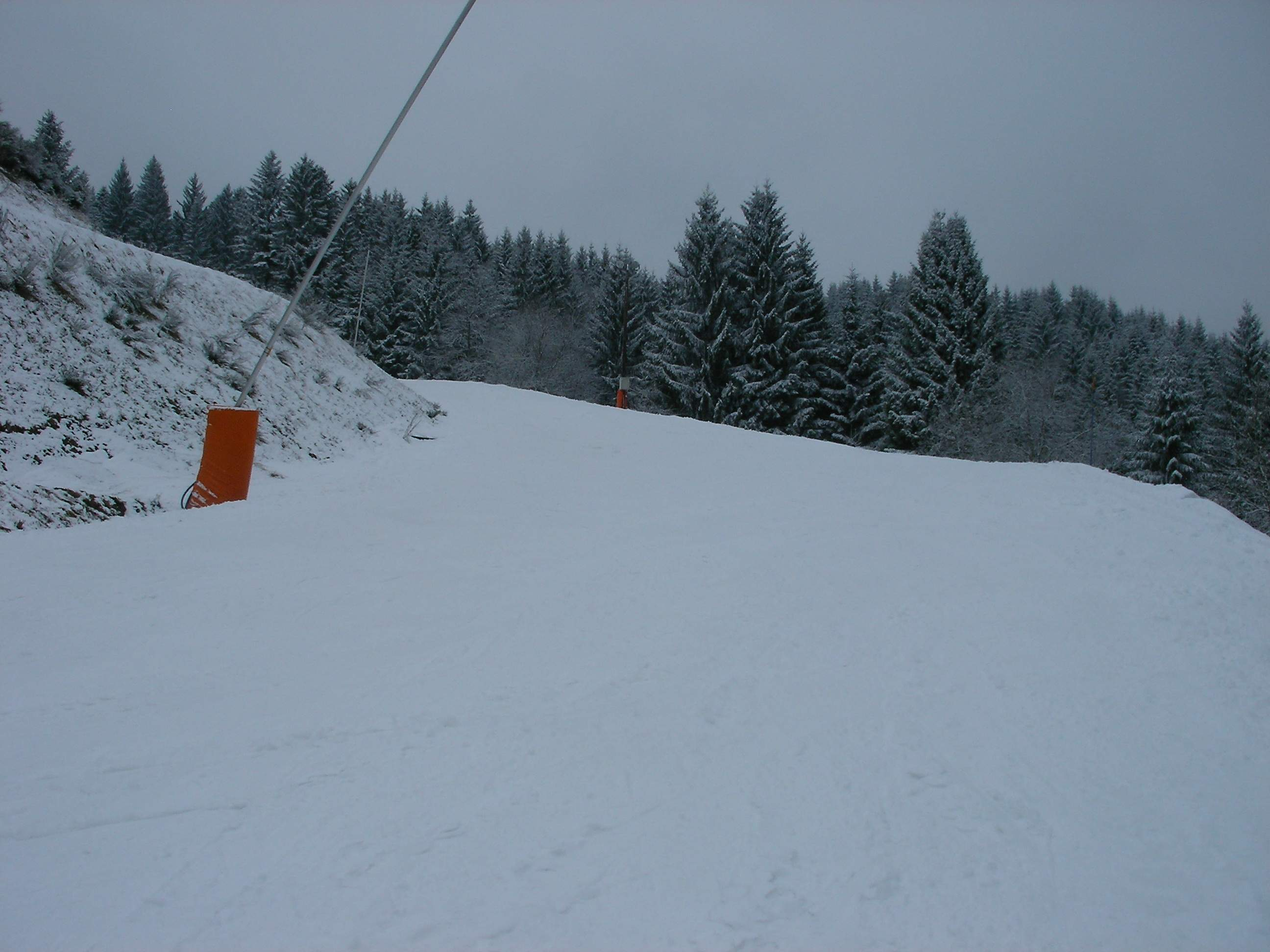
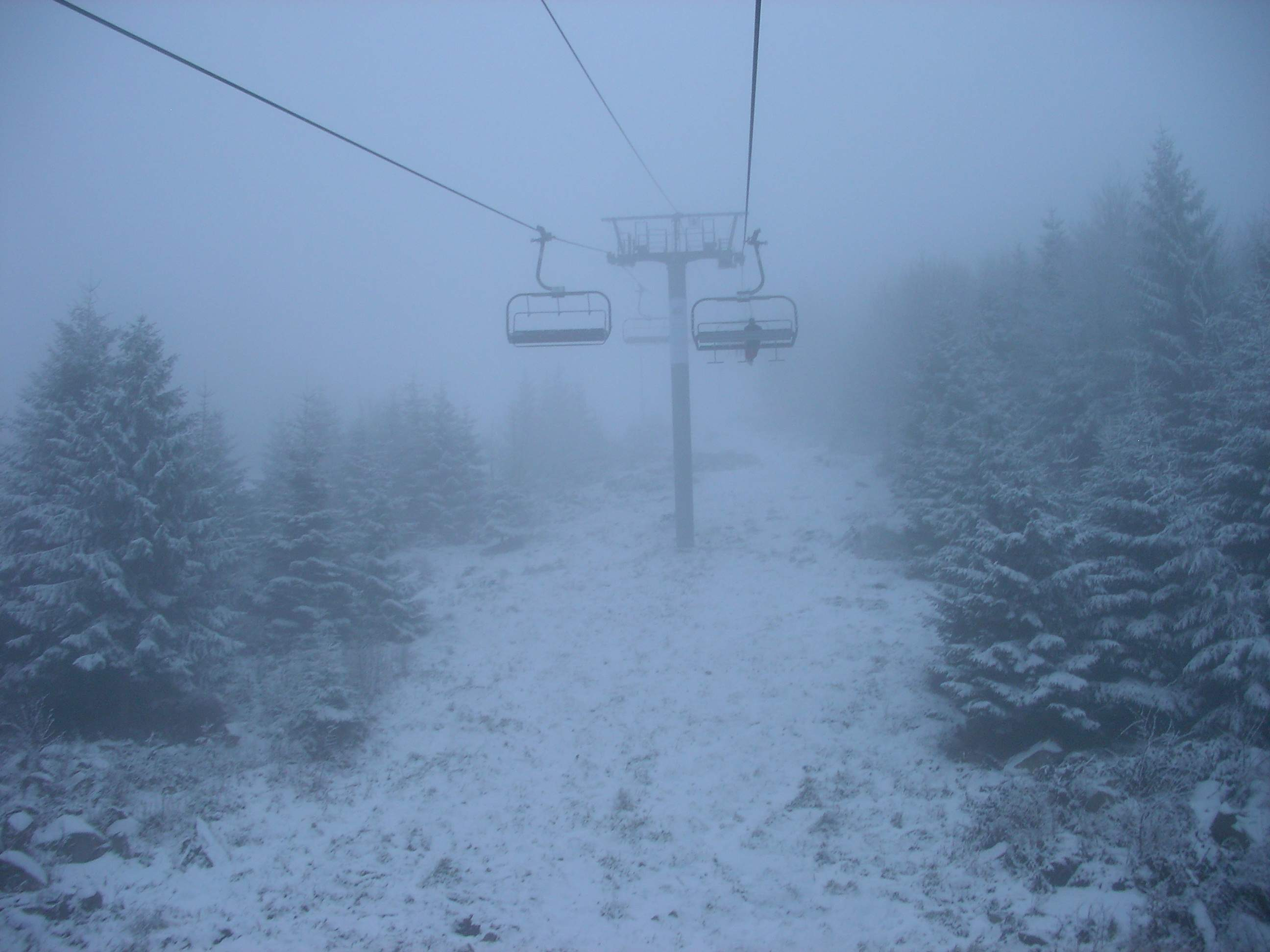
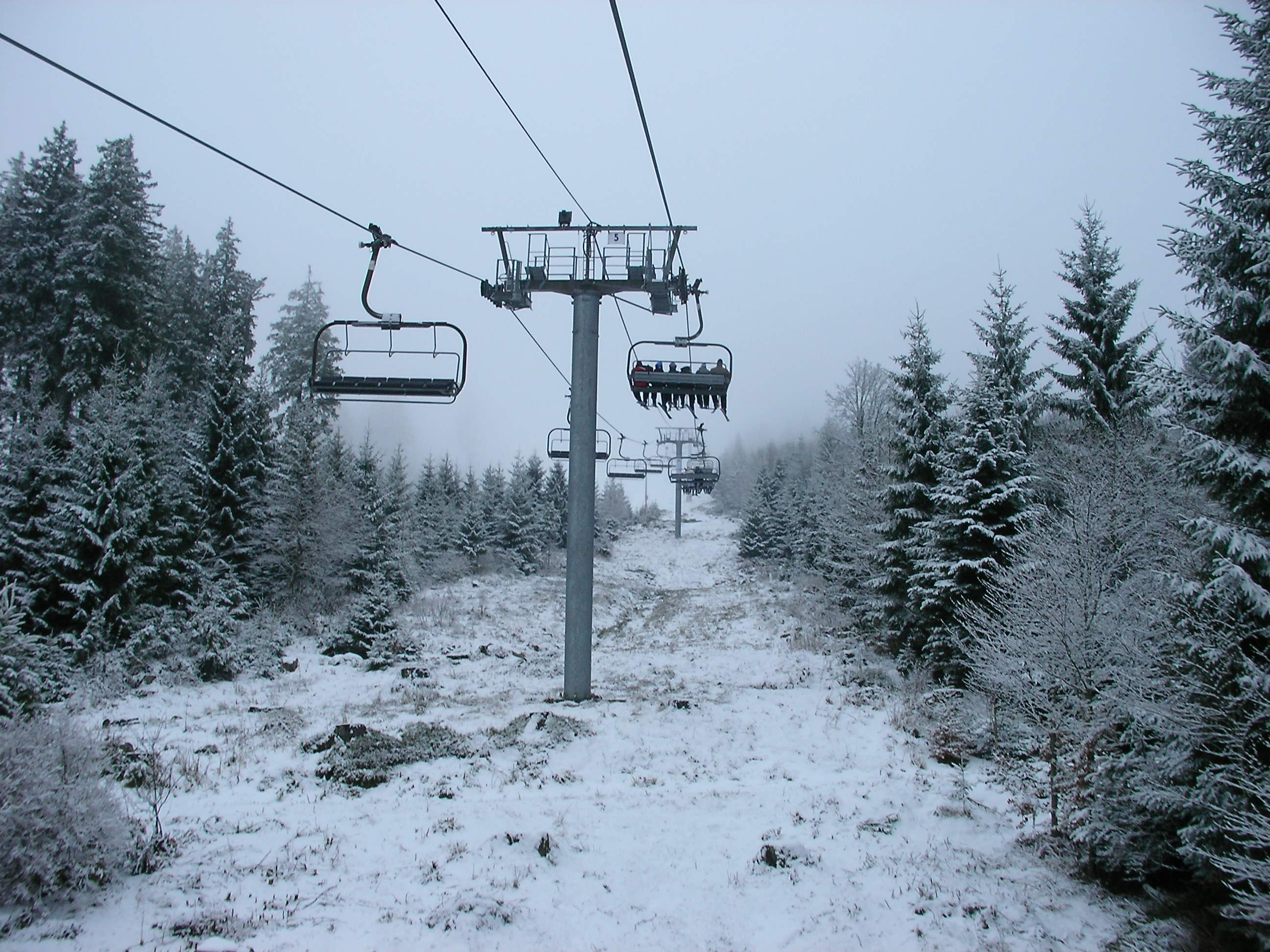
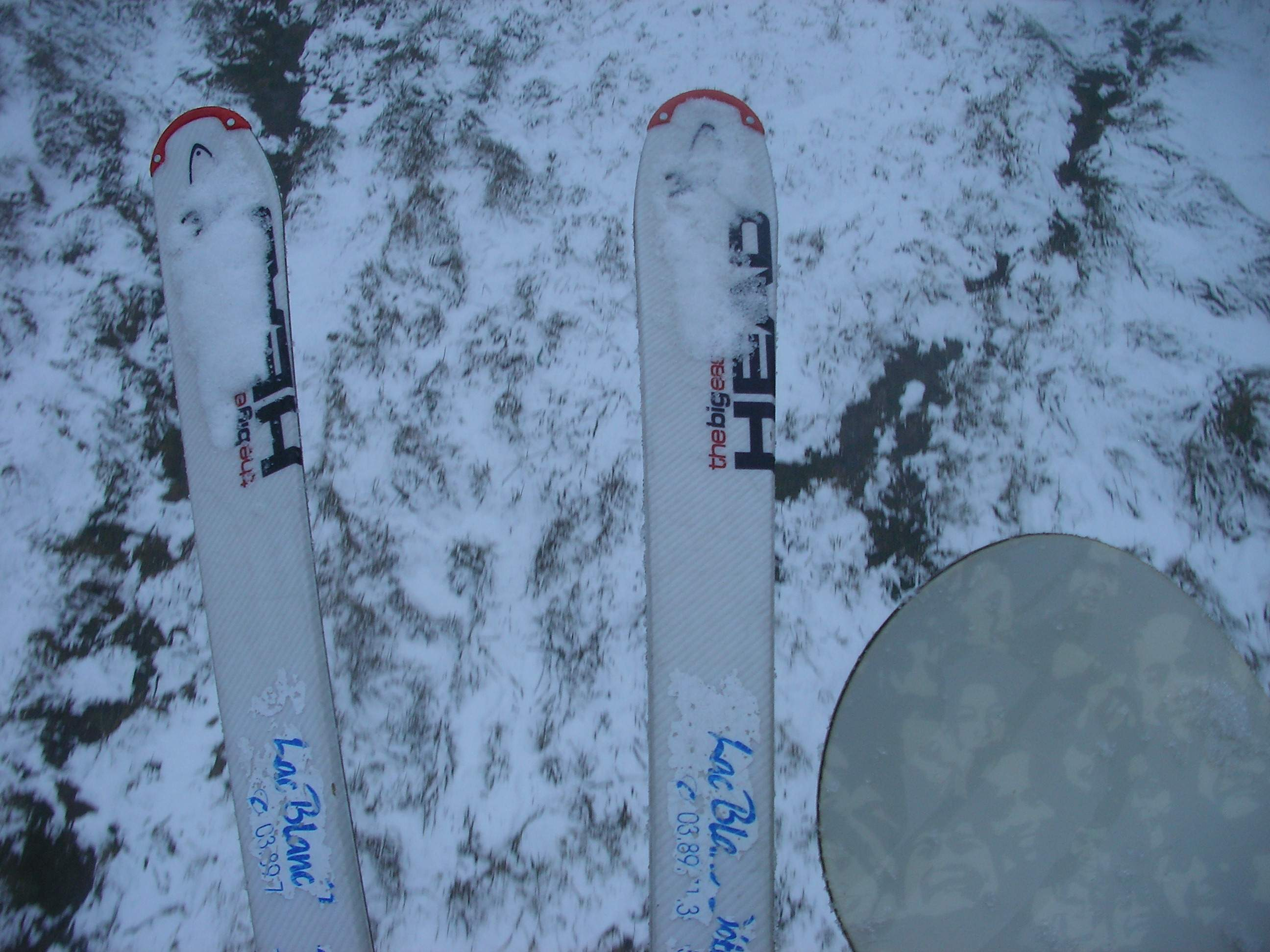